# Full Force
I Full Force sono un gruppo musicale e di produttori discografici R&B e hip hop statunitensi, in attività a partire dalla seconda metà degli anni ottanta.

## Storia
I Full Force hanno prodotto e scritto musica per molti gruppi e artisti come UTFO, Doctor Ice, Samantha Fox, Jasmine Guy, Britney Spears, James Brown, Lisa Lisa and Cult Jam, Backstreet Boys, La Toya Jackson e Selena. Il gruppo ottenne il primo contratto grazie alla collaborazione con gli UTFO nella hit Roxanne Roxanne (1985). Hanno anche prodotto il successo di Rihanna Let Me, presente nell'album di debutto della cantante Music of the Sun, oltre ad aver co-scritto Don't Phunk with My Heart dei Black Eyed Peas.
Full Force hanno collaborato anche con Bob Dylan, facendo da coristi in due canzoni durante le sessioni dell'album Infidels, "Death Is Not the End" (pubblicata poi su Down in the Groove del 1988) e "Tell Me" (presente in The Bootleg Series Volumes 1-3 (Rare & Unreleased) 1961-1991).
Hol Horse, personaggio fittizio della terza parte del manga di Hirohiko Araki Le Bizzarre Avventure Di JoJo, è un riferimento ai Full Force.

## Discografia
- 1985: Full Force (Columbia)
- 1986: Full Force Get Busy 1 Time! (Columbia)
- 1987: Guess Who's Comin' to the Crib? (Columbia)
- 1989: Smoove (Columbia)
- 1992: Don't Sleep (Capitol)
- 1995: Sugar On Top (Calibre)
- 2001: Still Standing (TVT)